# Banjigere, Challakere
Banjigere là một làng thuộc tehsil Challakere, huyện Chitradurga, bang Karnataka, Ấn Độ.